# 申柱煥
申柱煥（韓語：신주환，1986年7月28日—），韓國男演員、电影导演。

## 个人生活
申柱焕于2024年3月3日与曾在经纪公司Saram娱乐工作的前同事在首尔举行婚礼。

## 演出作品

### 電視劇
- 2015年：KBS《製作人》飾演 亨根
- 2016年：tvN《奶酪陷阱》飾演 閔度賢
- 2016年：MBC Every1《網路漫畫英雄-Tundra Show 第2季》飾演 柱煥/張英實/義律
- 2016年：MBC《Monster》飾演 金海日
- 2017年：tvN《Circle：相連的兩個世界》飾演 李賢碩（年輕時期）
- 2019年：tvN《阿斯達年代記》飾演 達塞
- 2020年：MBC Drama《深夜咖啡屋 第一季：時間之謎》飾演 咖啡屋主人
- 2020年：kakaoTV《AMANZA》飾演 泰俊
- 2021年：MBC Drama《深夜咖啡屋 第二季：傷疤昇華為花朵》飾演 咖啡屋主人
- 2021年：MBC Drama《深夜咖啡屋 第三季：好奇跟踪者》飾演 咖啡屋主人
- 2021年：tvN《Bad and Crazy》飾演 許宗具
- 2022年：KBS《說出你的願望》飾演 楊志勳
- 2022年：ENA《夏天不上班》飾演 崔智原
- 2023年：tvN《阿斯達年代記：阿拉姆恩之劍》飾演 達塞
- 2024年：Netflix《魷魚遊戲2》飾演 士兵
- 2025年：Netflix《惡緣》飾演 路人
- 2025年：Netflix《魷魚遊戲3》飾演 士兵

### 電影
- 2013年：短篇《年輕的藝術家們》飾演 宇信
- 2013年：短篇《Sexy King》飾演 成振（導演、主演）
- 2014年：《時尚天王》飾演 金昌柱
- 2019年：《0.0赫茲》飾演 韓石
- 2019年：《肇逃計畫》飾演 申警察
- 2022年：《深夜咖啡屋：Missing Honey》飾演 咖啡屋主人

### 導演作品
- 2009年：短篇《嗜血杆菌》
- 2010年：短篇《症狀》
- 2016年：Naver TVCast《Prince的王子》
- 2020年：短篇《變身》（副導演）

## 外部連結
- 申柱煥的Instagram帳戶
- 申柱煥在NAVER上的资料
- 申柱煥在韩国电影数据库（KMDb）上的資料（韓語）
- 申柱煥在豆瓣上的资料（简体中文）
- 申柱煥在互联网电影资料库（IMDb）上的資料（英文）